# GameTrailers
A GameTrailers (GT) egy olyan weboldal ahol filmek és videójátékok előzetesei tekinthetők meg. Ezen videók nagy része magasabb felbontásban is elérhetők (960×540) az alacsonyabb felbontás (640×360) mellett.
A felhasználók is tölthetnek fel videókat, készíthetnek blogokat vagy írhatnak a fórumokba.

## Története
A Gametrailers.com-ot Geoff Grotz és Brandon Jones alapította 2003-ban. A céget 2005 novemberében megvásárolta az MTV Networks.
A GameTrailers legelső verziója a GT Weekly 2005 augusztusában debütált és Amanda Mackay és Daniel Kaiser vezette. 2007 márciusában a 44. epizód után a műsort átnevezték GameOne-ra.
2008. január 25-én a GameOne-t átnevezték GameTrailers TV-re ezt Geoff Keighley, Amanda Mackay, és Daniel Kaiser vezette. A műsort a Spike TV sugározta.